# Euphorbia grandicornis
Espèce
Euphorbia grandicornis est une espèce de plantes à fleurs de la famille des Euphorbiaceae. C'est une des nombreuses espèces de plante arbustive du genre Euphorbia.
Elle est originaire du Kenya, Tanganika et Natal
.

## Étymologie
Grandicornis = A grandes cornes

## Description
C'est un arbuste.

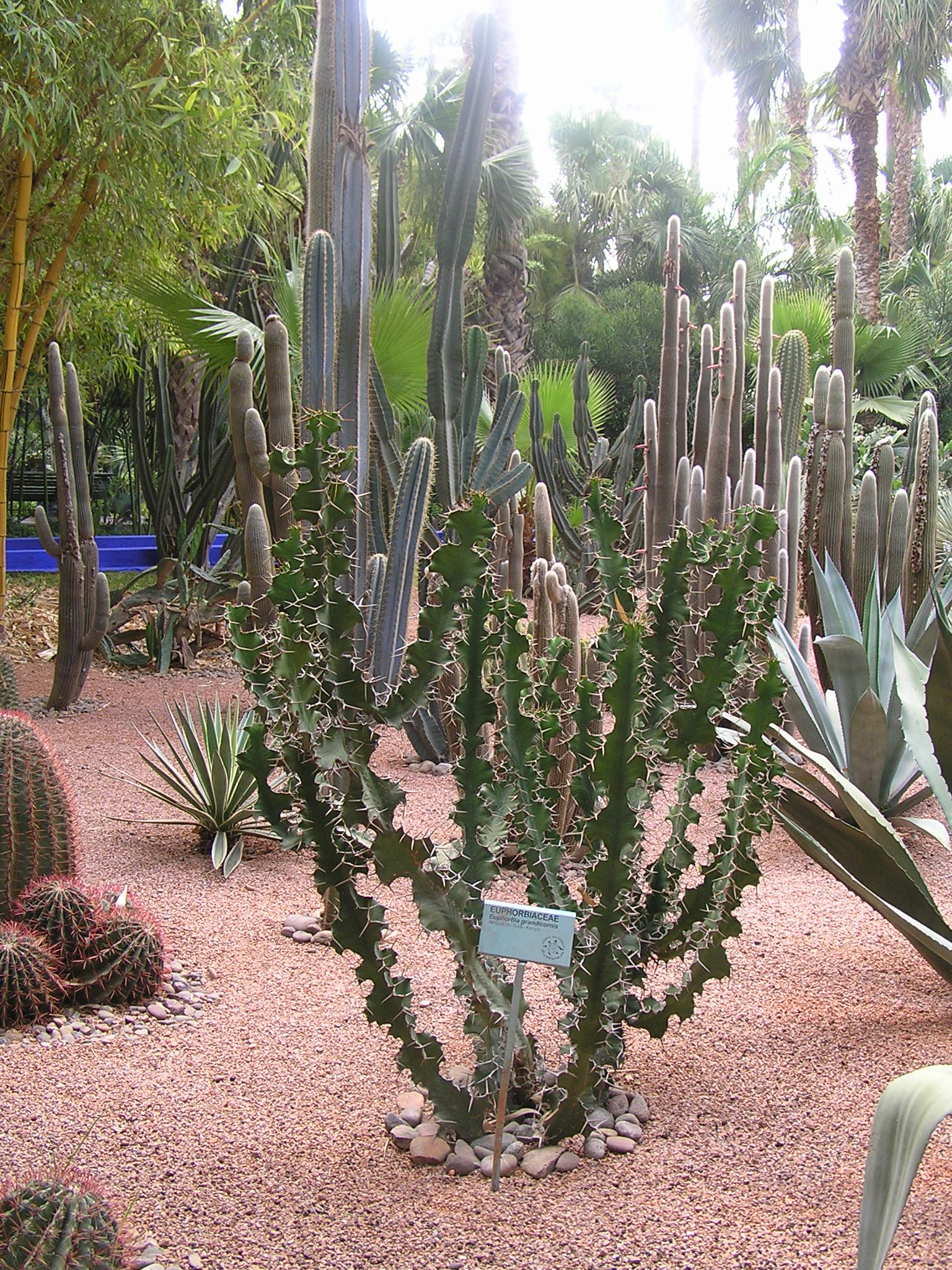
Euphorbia grandicornis (au centre) au milieux de cactus, au Jardin Majorelle de Marrakech.

C'est une des nombreuses espèces d’Euphorbia parmi les plus décoratives. Son tronc élancé est formé de parties triangulaires ou quadrangulaires d'un vert vif, croissant en étages successifs .
Les arêtes sont fortement creusées, leur bord est dur muni de couples d'épines très piquantes. Elles ont de 2 à 5 cm de long brun clair, plus tard gris .
Au naturel, elle forme des fourrés de plusieurs mètres de large et de 2m de haut.
En culture, les pousses se succèdent par étages annuels en forme de trigone.

## Culture
La culture est facile avec un emplacement chaud et ensoleillé et une température hivernale supérieure à 12 °C.
Multiplication facile par bouture. Attention à la sève (latex blanc ) qui est irritante.